# جولة الربيع الأزرق
جولة الربيع الأزرق (باليابانية: アオハルライド، بالروماجي:  Aoharaido) (بالإنجليزية: Blue Spring Ride)‏ هي سلسلة شوجو مانغا يابانية من تأليف إيو ساكيساكي، صدرت في 13 يناير عام 2011 حتى 13 فبراير عام 2015، وتكونت 13 مجلدات، تم إصدار أول مجلد تانكوبون في 13 أبريل عام 2011، وتم إصدار المجلد الثاني عشر في 12 ديسمبر عام 2014 إلى جانب الحلقة 12 والنهائية من الأنمي. انتهت سلسلة المانغا في 13 فبراير عام 2015. إنتجت إلى أنمي تلفزيوني من إنتاج استوديو برودكشن آي جي، عرض الأنمي في 7 يوليو عام 2014 حتى 22 سبتمبر عام 2014، وتكون من 12 حلقة.

## القصة
تدور أحداث القصة عن يوشيوكا فوتوبا هي فتاة، قليلة الكلام كثيرة الخجل مما جعلها منبوذة من قبل الفتيات صفها لغيرتهن منها في المدرسة المتوسطة وذلك لأنها فتاة جميلة ويظنها الشبان ظريفة، وبقيت لاتملك أي أصدقاء إلا أن رأت عيناها يوماً شاباً يدعى كو مابوتشي وقعت بحبه وهو أيضا بدون أن يدري أحدهما عن الآخر. لكنه قام بتغير مدرسته فجأة ولم تستطع أبدا فهم مشاعرها اتجاهه، ولم تراه منذ ذلك اليوم ومرت سنوات على ذلك لكن عند انتقالها للمرحلة الثانوية صارت فتاة عكس تلك الخجولة وقليلة الكلام. صارت صاخبه ذات شخصيه مخيفه وكثيرة الأكل وكثيرة الأصدقاء وتفعل المستحيل لتكسبهم ثم تلتقي عيناها بذلك الشاب لكنه بشخصية أخرى تماماً، ولم يسمح لها بالتقرب منه.

## الشخصيات
فوتابا يوشيوكا (باليابانية: 吉岡 双葉، بالروماجي: Yoshioka Futaba)
مؤدية الصوت: مآيا أوتشيدا
 تسوباسا هوندا (الفيلم الحي)
كو مابوتشي (باليابانية: 馬渕 洸، بالروماجي: Mabuchi Kō)
مؤدي الصوت: يوكي كاجي
ماساهيرو هيغاشيدي(الفيلم الحي)
يوري ماكيتا (باليابانية: 槙田 悠里، بالروماجي: Makita Yūri)
مؤدية الصوت: آي كايانو
إيزومي فوجيموتو (الفيلم الحي)
شوكو موراو (باليابانية: 村尾 修子، بالروماجي: Murao Shūko)
مؤدية الصوت: ميكاكو كوماتسو
يوا شينكاوا(الفيلم الحي)
آيا كوميناتو (باليابانية: 小湊 亜耶، بالروماجي: Kominato Aya)
مؤدي الصوت: كين
ريو يوشيزاوا(الفيلم الحي)
يويتشي تاناكا (باليابانية: 田中 陽一، بالروماجي: Tanaka Yōichi)
مؤدي الصوت: دايسكي هيراكاوا
يو كوياناغي (الفيلم الحي)
توما كيكوتشي (باليابانية: 菊池 冬馬، بالروماجي: Kikuchi Tōma)
مؤدي الصوت: يوشيتسوغو ماتسوؤكا
يوداي تشيبا(الفيلم الحي)
يوي نارومي (باليابانية: 成海 唯، بالروماجي: Narumi Yui)
ميتسوكي تاكاهاتا (الفيلم الحي)

## وصلات خارجية
- جولة الربيع الأزرق عند Bessatsu Margaret
- موقع الأنمي الرسمي (باليابانية)
- موقع الفيلم الحي الرسمي (باليابانية)

جولة الربيع الأزرق على موقع ANN manga (الإنجليزية)

لم يتم العثور على روابط لمواقع التواصل الاجتماعي.